# Raffaele Pinto
Raffaele „Lele“ Pinto (* 13. April 1945 in Casnate con Bernate; † 8. Dezember 2020 in Cecina) war ein italienischer Rallyefahrer und Rundstrecken-Pilot.

## Karriere
Raffaele Pinto begann 1968 mit dem Rallyesport. Mit einem Fiat 124 Sport Spider gewann er 1972 die Rallye-Europameisterschaft. 1973 bestritt er seinen ersten WM-Lauf. Im Jahr 1974 siegte Pinto mit seinem Co-Pilot Arnaldo Bernacchini bei der Rallye Portugal. Bis zu diesem Zeitpunkt war der siebte Rang bei der Rallye Monte Carlo 1973 sein bestes Karriereresultat gewesen. 1975 wechselte er von Fiat zu Lancia. Bei insgesamt vier Starts schied Pinto mit dem Lancia Stratos HF vier Mal aus. Zu seinem letzten WM-Lauf, bei der Rallye Sanremo, trat er 1978 mit einem Ferrari 308 GTB an. Danach fuhr er keine Rallye-Weltmeisterschaftsläufe mehr. Obwohl Pinto zwischen 1973 und 1978 nur 19 WRC-Rallyes bestritt, stand er drei Mal auf dem Siegerpodest.

## Statistik

### Erfolge im Rallyesport
| Jahr | Rallye             | Team            | Fahrzeug               | Co-Pilot            | Rang |
| ---- | ------------------ | --------------- | ---------------------- | ------------------- | ---- |
| 1973 | Rallye Monte Carlo | Olio Fiat       | Fiat 124 Abarth Rallye | Arnaldo Bernacchini | 7    |
| 1974 | Rallye Portugal    | Olio Fiat       | Fiat 124 Abarth Rallye | Arnaldo Bernacchini | 1    |
| 1976 | Rallye Portugal    | Lancia          | Lancia Stratos HF      | Arnaldo Bernacchini | 4    |
| 1976 | Rallye Sanremo     | Lancia          | Lancia Stratos HF      | Arnaldo Bernacchini | 3    |
| 1977 | Rallye Korsika     | Lancia Alitalia | Lancia Stratos HF      | Arnaldo Bernacchini | 2    |

### Sebring-Ergebnisse
| Jahr | Team                           | Fahrzeug                | Teamkollege      | Teamkollege     | Platzierung             | Ausfallgrund |
| ---- | ------------------------------ | ----------------------- | ---------------- | --------------- | ----------------------- | ------------ |
| 1968 | H.F. Squadra Algar Enterprises | Lancia Fulvia HF        | Claudio Maglioli | Luigi Taramazzo | Rang 14 und Klassensieg |              |
| 1969 | Algar Enterprises Inc.         | Lancia Fulvia HF Zagato | Claudio Maglioli |                 | Rang 18                 |              |